# Steve Trapmore
Stephen Patrick Trapmore, detto Steve (Londra, 18 marzo 1975), è un allenatore di canottaggio ed ex canottiere britannico, vincitore della medaglia d'oro alle Olimpiadi di Sydney del 2000.

## Biografia
Ha cominciato a remare all'età di quindici anni al Walton Rowing Club. A diciassette anni era nella squadra junior della nazionale della Gran Bretagna e ha partecipato ai campionati mondiali junior di canottaggio del 1993.
Ha studiato presso l'Università di Nottingham Trent, da cui ha ricevuto nel 2017 una laurea honoris causa per meriti sportivi.
Ritiratosi dall'attività agonistica nel 2002, ha incominciato ad allenare nel 2007 all'Imperial College Boat Club. Nel 2011 ha accettato di diventare allenatore del Cambridge University Boat Club. Come annunciato nel dicembre del 2017, dopo la regata Oxford-Cambridge del 2018 è entrato a far parte dello staff degli allenatori della nazionale di canottaggio della Gran Bretagna.
Trapmore è sposato con Nicola, dalla quale ha due figlie: Lucy e Anna.